# Liniewo (gromada)
Liniewo – dawna gromada, czyli najmniejsza jednostka podziału terytorialnego Polskiej Rzeczypospolitej Ludowej w latach 1954–1972.
Gromady, z gromadzkimi radami narodowymi (GRN) jako organami władzy najniższego stopnia na wsi, funkcjonowały od reformy reorganizującej administrację wiejską przeprowadzonej jesienią 1954 do momentu ich zniesienia z dniem 1 stycznia 1973, tym samym wypierając organizację gminną w latach 1954–1972.
Gromadę Liniewo z siedzibą GRN w Liniewie utworzono – jako jedną z 8759 gromad na obszarze Polski – w powiecie kościerskim w woj. gdańskim na mocy uchwały nr 18/III/54 WRN w Gdańsku z dnia 5 października 1954. W skład jednostki weszły obszary dotychczasowych gromad Chrztowo, Garczyn, Iłownica, Liniewo, Głodowo (bez miejscowości Stary Wiec) i Lubieszyn (bez obszaru szeregu parcel katastralnych z kart map 1 i 5 z obszaru Lubieszyn) ze zniesionej gminy Liniewo w tymże powiecie. Dla gromady ustalono 26 członków gromadzkiej rady narodowej.
1 stycznia 1962 do gromady Liniewo włączono miejscowości Wysin, Stary Wiec, Głęboczek, Górny Wiec, Bralewo i Chrósty ze zniesionej gromady Wysin w tymże powiecie.
1 stycznia 1972 do gromady Liniewo włączono miejscowość Sobącz ze zniesionej gromady Nowy Barkoczyn w tymże powiecie.
Gromada przetrwała do końca 1972 roku, czyli do kolejnej reformy gminnej. 1 stycznia 1973 w powiecie kościerskim w woj. gdańskim reaktywowano zniesioną w 1954 roku gminę Liniewo (w latach 1976–82 zniesiona, zastąpiona gminą Nowa Karczma-Liniewo; od 1999 w woj. pomorskim).